# 그녀들과 순이
그녀들과 순이(Girls And Sooni)는 한국에서 제작된 홍아름 감독의 2006년 드라마, 코미디 영화이다. 손인정 등이 주연으로 출연하였다.

## 출연

### 주연
- 손인정
- 박지영
- 홍나영

## 제작진
- 조명: 남채리
- 믹싱: 김남용
- 미술: 이진